# Remanam Jaya
Remanam Jaya is een bestuurslaag in het regentschap Ogan Komering Ulu Selatan van de provincie Zuid-Sumatra, Indonesië. Remanam Jaya telt 2984 inwoners (volkstelling 2010).